# Air Andalucia
Air Andalucia fue una aerolínea de bajo coste española fundada en 2003 cuya base de operaciones se encontraba en el Aeropuerto de Granada, en Granada, España. Pretendía operar tanto vuelos domésticos como en Europa, pero se declaró en bancarrota en el año 2005.

## Historia
La aerolínea se creó en el año 2003 con el objetivo de comenzar sus operaciones en marzo de 2005 aunque éstas nunca se llevaron a cabo. Fue la primera aerolínea del Aeropuerto de Granada en ofrecer vuelos directos a destinos internacionales de bajo coste. Era propiedad de AJet Ltd.

## Destinos
Sus servicios internacionales iban a operar desde Granada a Londres (RU) y Odense (DIN).

## Flota
Se pretendía comprar un Airbus 320 con el que iniciar las operaciones para más tarde ampliar la flota a 18 aeronaves, cosa que nunca llegó a llevarse a cabo debido a su disolución.